# Mario Javier Saban
Mario Javier Saban (Buenos Aires, 1966) é um teólogo argentino.
Mario Saban é um descendente de judeus espanhóis refugiados no Império Otomano em 1492. Ele é um perito sobre as origens do judaísmo e do cristianismo, e pensamento judaico. Ele é doutor em Filosofia pela Universidade Complutense de Madrid. 
Fruto do seu profundo estudo da teologia são As raízes judaicas do cristianismo, A matriz judaica do cristianismo (I e II) e O judaísmo de Jesus, entre outros. 
No que diz respeito à filosofia judaica, escreveu um ensaio intitulado A matriz intelectual do judaísmo e da gênese da Europa. As raízes judaicas do cristianismo foi traduzido para o Inglês sob o título The Jewish roots of Christianity.
Em junho de 2007 ele fundou e se tornou presidente da associação cultural Tarbut Sefarad, dedicada à divulgação da cultura judaica na Espanha.